# Максимович, Александар
Александар Максимович (серб. Александар Максимовић; 26 февраля 1988 года, Белград, СФР Югославия) — сербский борец греко-римского стиля, участник летних Олимпийских игр 2012 года, двукратный призёр чемпионатов Европы.

## Спортивная биография
В 2005 году Максимович смог стать бронзовым призёром юниорского мирового первенства среди кадетов. В 2007 году сербский борец стал чемпионом Европы среди юниоров, одолев в финале азербайджанца Рафика Гусейнова. Спустя год он повторил своё достижение, став первым на юниорском континентальном первенстве, а также стал вторым на юниорском чемпионате мира, уступив в решающем поединке иранцу Саиду Абдвали. Самого крупного успеха в карьере Александар Максимович добился на чемпионате Европы в 2011 году, став бронзовым призёром в категории до 66 кг. На чемпионатах мира сербский борец выступал 5 раз и наилучшим результатом для Максимовича стало 5-е место на первенстве 2013 года.
В 2012 году Максимович принял участие в летних Олимпийских играх в Лондоне, попав на них через олимпийский квалификационный турнир. В соревнованиях в категории до 66 кг Александар выбыл в 1/16 финала, уступив казахстанскому борцу Дархану Баяхметову. В 2015 году Максимович принял участие в первых Европейских играх в Баку. В категории до 66 кг сербский борец смог дойти до четвертьфинала, но там уступил борцу из Армении Миграну Арутюняну. В утешительном турнире Александар дошёл до финала, где уступил азербайджанцу Гасану Алиеву.